# イグザルタント
『イグザルタント』（Exultant）は、英国の小説家スティーヴン・バクスターによるSF小説。『デスティニーズチルドレン』シリーズの2作目。2004年9月に英国の出版社Victor Gollancz社から出版された。

## 概要
2万5千年後の極端に戦争に特化した人類は超種族ジーリーに戦いを挑む。ジーリーの進化と、最も極端な条件下でも生命が遍在する宇宙の歴史が語られている。また、この本の大部分でエキゾチック物質物理学の理論が説明されている。

## あらすじ
現代からおよそ2万年後の人類の第三次拡張時代、人類は絶滅の危機を瀕した後、ハマ・ドルスによって造られた教義によって連合を結んでいた。人間至上主義の暫定統治は天の川銀河のほぼ全域を征服した。異星種族ジーリーは「チャンドラ」と呼ばれる超大質量ブラックホールの周りの銀河の中心部に集中していた。神秘的なジーリーの文明は人類よりもはるかに進んでいたが、数は少なかった。人類の連合全体は戦争に全ての人的資源と労力を注ぎ込み毎年100億の人間が死んでいた。両陣営は超光速テクノロジー（タイムトラベルと同等）を用いることで相手の行動を事前に把握しており、計画を立てる前に対策を立てることができるため、戦争は3000年間膠着状態にあった。
19歳の少年ピリウスは戦争の前線に配置された戦闘機パイロット。連合軍の作戦が失敗し窮地に陥った戦場で彼は自爆命令に背き、危険を顧みず戦うことを選択する。ジーリーのナイトファイターを追い越そうとする命がけの賭けを行った結果、ピリウスは歴史上初めてジーリーのナイトファイターを鹵獲する。超光速航行から戻った彼は戦いの2年前に到着する。2年前のピリウスは士官候補生だった。ピリウスは英雄として賞賛されることはなく、過去と未来のピリウス双方が命令に従わなかったことで軍法会議にかけられる。
歴史真実委員会の一部である技術記録管理局のコリスナリー・ニリスは、19歳のピリウス（ブルー)と17歳のピリウス（レッド)の両方を弁護し、2人はなんとか死刑を免れる。ブルーは歩兵に降格され前線の刑務所に送られ、レッドはニリスの監視下に置かれる。二リスはナイトファイターとブルーを救った革新的な戦術を用いて、ジーリーの主要拠点である大質量ブラックホール・チャンドラへの前代未聞の攻撃の計画を立てる。
二リスの新しいチームは、硬直化した政府や軍事機関との交渉にも奮闘し、超光速コンピュータ、超光速予知から保護するためのグラバスターシールド、破壊可能なブラックホール・ガンなど、異質なテクノロジーを理解し、開発しようとしていた。一方、コリスナリー・ニリスに連れられたレッドは任務の過程で、太陽系と連合の隠された秘密を知る。
ニルスのプロジェクトが完成に近づくにつれて、ブラックホール・チャンドラはジーリーだけでなく、多くの外来生物や非バリオン物質に基づく他の生物の本拠地であることが明らかになる。ニルスからの抗議にもかかわらず、その後もブラックホールに対する攻撃は続いていた。人類のブラックホールの表面に到達するための残忍な最終攻撃のあと、ジーリーはチャンドラを放棄し人類（及び天の川銀河の他の種族）がブラックホールの住民を傷つけないようにした。そしてジーリーは天の川銀河から去っていった。
戦闘のあと、ピリウスは連合軍で無傷のまま残っているものはほとんどいないことに気付いた。チームの1人である不死人ルル・パーツはいつかジーリーが天の川銀河に帰還することを認識し、防衛のため備えようとする。